# 신성 (종교)
신성(神聖)은 보통, 신과 같이 성스러움을 뜻한다. 다음의 두 가지 뜻을 가지고 있다.
- 근본적으로 종교에 관련되며, 종교적으로 깊이 존경받는 정신적인 순수함을 뜻한다. (holy)
- 계율이나 단체 따위에 의해 종교적인 의미가 주어진 성스러운 것으로 신에게 바쳐지는 것이란 뜻이 있다. (sacred)
- 신성,신에대적할,필적할 성품.ex)신성시 하다~ 신과에 유일한 연결고리 및 다리

## 같이 보기
- 신성모독
- 비신성화
- 성현 (종교)
- 조지프 캠벨
- 리미널리티
- 마나
- 뉴미너스
- 선서
- 종교 음악
- 경전
- 성전 (신학)
- 신현